# Cantherhines macrocerus
Cantherhines macrocerus es una especie de peces de la familia Monacanthidae en el orden de los Tetraodontiformes.

## Morfología
Los machos pueden llegar alcanzar los 46 cm de longitud total.

## Alimentación
Come  esponjas de mar, gorgonias, algas y corals

## Hábitat
Es un pez de mar de clima tropical y asociado a los  arrecifes de coral que vive entre 2-40 m de profundidad.

## Distribución geográfica
Se encuentra en el Atlántico occidental (desde Florida - Estados Unidos - y Bermuda hasta  São Paulo - Brasil  -) y el Atlántico oriental.

## Observaciones
Es inofensivo para los humanos.